# 전주비빔밥축제
전주 비빔밥 축제는 전북특별자치도 전주시 전주 한옥마을에서 개최하는 전통 비빔밥 축전이다.

## 연혁
- 2007년 11월 9일 ~ 11월 13일 제1회 전주 천년의 맛잔치 개최.
- 2008년 11월 1일 ~ 11월 5일 제2회 전주 천년의 맛잔치 개최.
- 2009년 신종플루 여파로 인하여 취소.
- 2010년 10월 21일 ~ 10월 24일 제3회 전주 비빔밥 축제 개최.[1]
- 2011년 10월 20일 ~ 10월 23일 제4회 전주 비빔밥 축제 개최.
- 2012년 10월 18일 ~ 10월 21일 제5회 전주 비빔밥 축제 개최.
- 2013년 10월 24일 ~ 10월 27일 제6회 전주 비빔밥 축제 개최.
- 2014년 10월 23일 ~ 10월 26일 제7회 전주 비빔밥 축제 개최.